# Nathaniel Lyon
Nathaniel Lyon (Ashford, Connecticut, 1818. július 14. – Springfield, Missouri, 1861. augusztus 10.) az amerikai polgárháború harcban elesett első tábornoka volt, akit Missouri állambeli tevékenysége miatt tartunk a konfliktus eleje jelentős szereplőjének.
1841-ben évfolyama 11. eredményével végzett a West Point katonai akadémián. Harcolt a Második Szeminol háborúban és a mexikói–amerikai háborúban. Utóbbi idején az ellenség tüzében mutatott bátor viselkedése folytán több címzetes előléptetést Mexico City-nél, Contreras-nál, és Churubuscónál. Ezután Kaliforniában szolgált különböző állomáshelyeken, és egyike volt az 1850. május 5-ei, bennszülött indiánok ellen végrehajtott Bloody Island-i mészárlás elkövetőinek. A Kansas állambeli Riley-erődbe helyezték át, ahol egyre erősebb unionista elkötelezettséget kezdett mutatni.
1861 februárjában Lyont kinevezték a saint louisi fegyverraktár parancsnokának. A politikai feszültség növekedésével Claiborne Fox Jackson déli érzelmű, de unionista programmal választást nyerő, frissen kinevezett kormányzó önkéntes milicistái és a Missouri fegyverraktárat őrző szövetségi csapatok között növekedett a feszültség. Lyon proaktív fellépéssel megakadályozta a St. Louis Arsenal várható elfoglalási kísérletét és lefegyverezte a szakadár vágyakat tápláló milíciát. 
Az elfogottak Saint Louisba terelése közben lövöldözés tört ki, mely a lakosság zavargásába torkollott. Lyont energikus fellépésért dandártábornokká léptették elő és Missourira kiterjesztették hatáskörét. Lyon ezután kenyértörésre vitte az ügyet a kormányzóval és újonnan felállított milíciájának, a Missouri State Guard vezetőjével, Sterling Price-szal, kiüldözte őket az állami székhely Jefferson City-ből és kisebb összecsapásokat vívott a Missouri State Guarddal.
1861. augusztus 10-én az általa vezetett szövetségi erők ütközetbe bocsátkoztak a Missouri State Guard és a Benjamin McCulloch vezette Konföderációs csapatok egyesült hadserege ellen Springfield közelében, a Wilson’s Creek-i ütközetben. Lyon haditerve csődöt mondott és létszámhátrányban harcoló katonáinak rohamra vezetése közben lelőtték.

## Ifjúsága

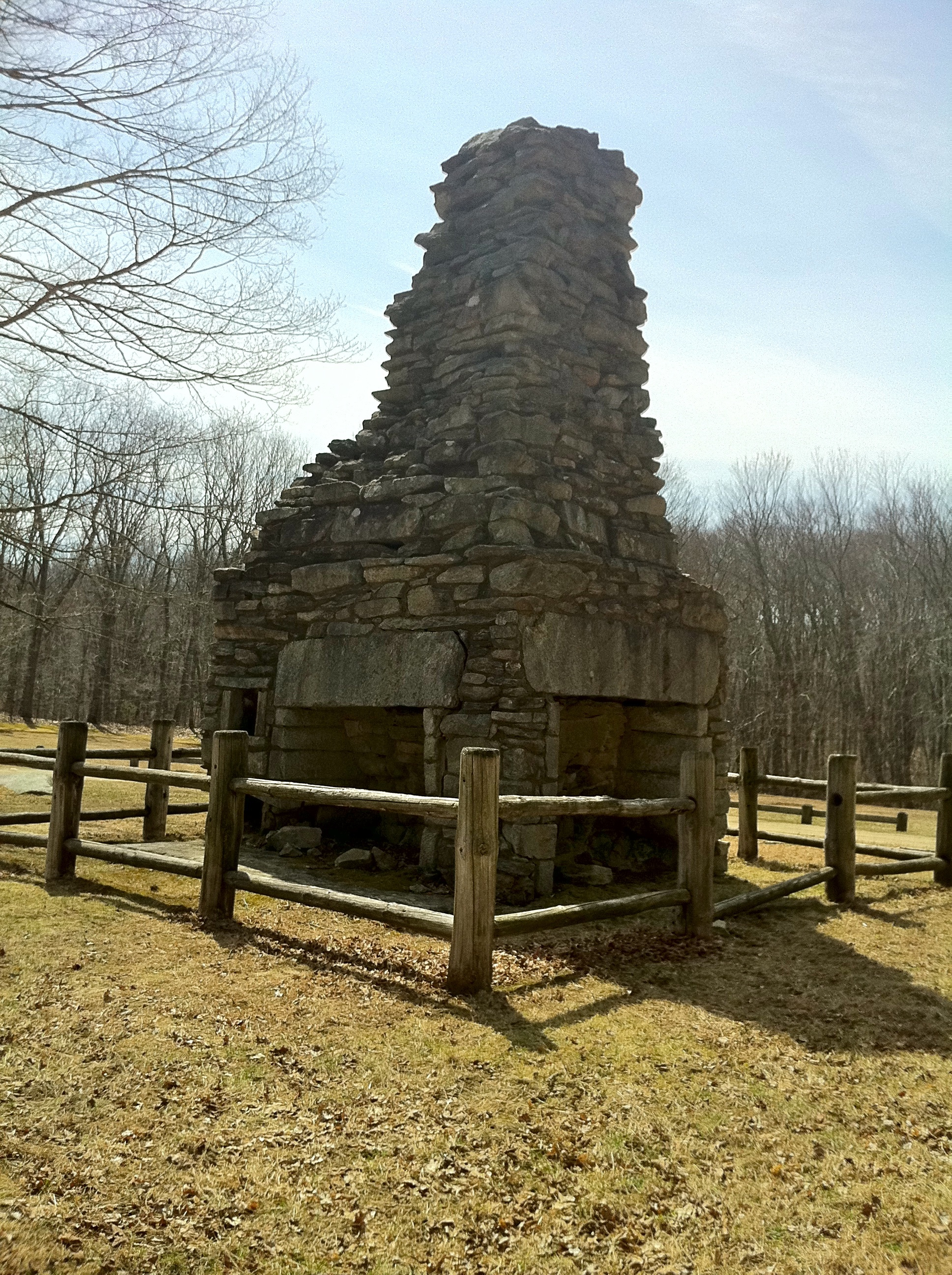
Ez a kőkémény és négy tűzhely maradt épen Nathaniel Lyon tábornok szülőhelyéből a Nathaniel Lyon Memorial State Park emlékhelyén.

Lyon a Connecticut állambeli Ashfordban egy farmon született. Szülei Amasa és Kezia Knowlton Lyon voltak. Gyermekkorában utálta a farmeréletet. Rokonai harcoltak az Amerikai függetlenségi háborúban és Nathaniel elhatározta, hogy nyomdokukba lép. 1837-ben felvételét kérte a West Point katonai akadémiára és évfolyama 52 végzőse közül a 11. tanulmányi eredménnyel diplomázott le 1841-ben.

## Katonai karrierje
Tanulmányi eredménye elég kellett volna legyen, hogy a megbecsültebb tüzérséghez kerüljön, ám Lyon esetében másként alakult. A West Point elvégzése után Lyon hadnagyot a 2. gyalogezredhez vezényelték, amelynek kötelékében harcolt a Szeminol háborúkban és a mexikói–amerikai háborúban is. A háborúban játszott amerikai szerepvállalás elítélése ellenére a Mexico City csatában előléptették főhadnaggyá „az ellenséges tüzérség elfoglalása közbeni kitűnő bátorságáért”. A Contrerasi ütközet és a Churubuscói ütközet harcai után előléptették címzetes századossá.
A háború után Lyon a határvidékre került, ahol részt vette a Pomo bennszülöttek lemészárlásában a kaliforniai Clear Lake mellett az 1850-es, Bloody Island mészárlás során. Az incidens következtében száz öreg, asszony és gyermek is meghalt.
A kansasi Riley-erődbe való áthelyezése után a new englandi szabad telepesek és a missouriból származó déliek összecsapásaiban Lyon elkötelezetten támogatta a rabszolgaellenes pártot. Az abolicionista radikálisokkal távolról sem tudott azonosulni és Ezra J. Warner történész szerint még csak azt sem óhajtotta, hogy az addigra már bevetten rabszolgatartó államok viszonyait bolygassák. A Republikánus Pártot a kansasi zavargások és határháború idején kezdte támogatni. A déli államok elszakadásának kérdésében korán radikalizálódott. Már 1861 januárjában ezt írta a szecessziós válságról: „Többé már nem használ a józan észre való apellálás, hanem a kardé a szó.”

## A polgárháborúban

### A St. Louis Arsenal

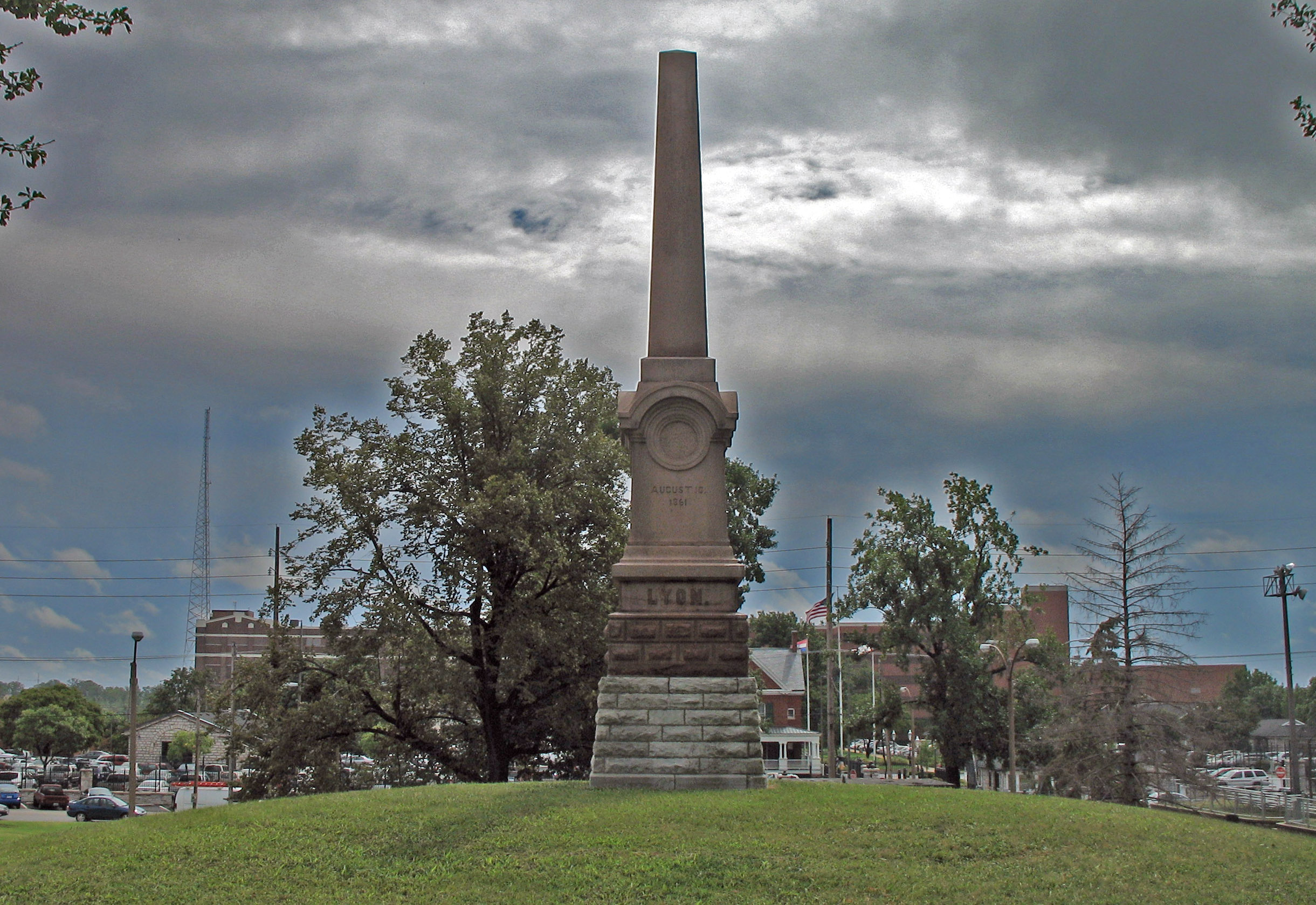
Nathaniel Lyon emlékoszlopa a fegyverraktárral a háttérben.

1861 márciusában, röviddel a fegyveres konfliktus kitörése előtt Lyon a 2. gyalogezred B századának parancsnokaként megérkezett Saint Louisba. Missouri lakossága és az állam ekkor még sem egyik, sem másik álláspont felé nem kötelezte el magát, hanem semlegesként helyezkedett el közöttük. Claiborne F. Jackson kormányzó déli szimpatizáns volt, de konzervatív, az alkotmányt és az ország egységét fenntartó politikával, a szekciós széthúzás ellenzésének programjával lett megválasztva 1860 végén. Az állami törvényhozásban is erős frakció képviselte ezt a nézetet.
Az 1860-as elnökválasztáson Missouriban két középutas jelölt, Stephen A. Douglas és John Bell szerepelt legjobban; Missouri állama nem akart szakadást. Március 20-án a Missouri alkotmányos konvenció 98-1 arányban elutasította az Amerikai Egyesült Államokból való kiválást. Lyon a déli államok elszakadásakor megfigyelhető tendencia, a szövetségi tulajdonú fegyverraktárak, erődök és katonai létesítmények lefoglalása miatt aggódott. Missouriban ez két fegyverraktárat, úgynevezett Arzenált érintett volna, a nagy St. Louis Arsenalt és kis Liberty Arsenal raktárat.
Mielőtt Lyon százada átvette volna a raktár őrzését, mindössze néhány munkás és mérnök tartózkodott a Liberty Arsenalban. A raktár védelmét ellátó erőt Lyon így is kevésnek ítélte meg. Erősítést kért, de ezen törekvése megakadt William S. Harney dandártábornok, a Department of the West, a Nyugati adminisztrációs körzet parancsnokának ellenállásán. Lyon informális úton, Francis P. Blair, Jr. republikánus missouri kongresszusi képviselő barátságát kihasználva Washingtonnal kineveztette magát a Liberty Arsenal parancsnokává. Április 12-én Fort Sumter ostromával kitört a fegyveres harc. Április 15-én Lincoln felhívást tett közzé, melyben kérte, hogy a tagállamok milíciáiból töltsék fel a szövetségi hadsereg 75 000 főre emeléséhez szükséges kvótát. Ez Missouri esetében négy ezredet jelentett volna. Jackson kormányzó megtagadta a négy ezrednyi milícia átadását és elrendelte a Missouri Volunteer Militia katonáinak, hogy St. Louis külterületén gyakorlatozzon. Április 20-án a Liberty Arsenalt déli szimpatizánsok elfoglalták. Lyon elhatározta, hogy ez a St. Louis Arsenallal nem fog megtörténni

### A Wide Awakes
Lyon céljai számára felhasználta a st. louis-i Wide Awakes északi elkötelezettségű paramilitáris szervezetet, melyet az arzenál fegyvereivel szándékozott ellátni és besorozni a szövetségi hadseregbe. A Liberty Arsenal feletti parancsnokság elnyerése után Lyon az éj leple alatt felfegyverezte a Wide Awake-et. Lyon intenzív kiképzést tartott a milicistáknak. 1861. április 29-én Simon Cameron hadügyminiszter utasítására a 40 000 darabra rúgó fegyvermennyiség legnagyobb részét a 'City of Alton' nevű gőzösön Illinois államba szállíttatta, biztos északi felügyelet alá helyezve. Lyonnak tudomása volt a Konföderáció titkos fegyverszállítmányáról, melyet a baton rouge-i szövetségi fegyverraktárban foglaltak le és a Missouri Volunteer Militia számára északra hajóztak.[forrás?] Lyon állítások szerint magát parasztasszonynak álcázva kémkedni ment a MSM táborába és azt állította, hogy megtudta Jackson tervét az arzenál megszerzését illetően.[forrás?]

### A Camp Jackson incidens
Az áprilisban kitörő fegyveres harc után Jackson megtagadta, hogy állami milicistákkal engedje feltölteni az Abraham Lincoln elnök által kiszabott önkénteskeretet. Ehelyett Jackson a St. Louis mellett sorakoztatta fel és gyakorlatoztatta az állami milíciát. 1861. május 10-én Lyon 2. gyalogezredből való reguláris csapatai és a Wide Awakes milicistái körbevették a D. M. Frost tábornok milicistáit és megadásukat követelték. A nyolcszoros túlerőben levő északi milíciával szemben Frost nem sokat tehetett. A foglyokat beterelték St. Louis-ba, hogy a vastag falú arzenálban bebörtönözzék őket. 
A hír gyorsan terjedt St. Louisban, a dühös tömeg gyorsan nőtt a menetoszlop körül. Először szidalmakat szórtak az idegen ajkú, német-holland bevándorló katonákra, majd szemetet, köveket és téglákat kezdtek hajigálni, végül az Olive Streeten szemtanúk szerint egy ittas civil lelőtte Constantin Blandovski századost. Mások azt állították, hogy a katonák sortüze provokálatlan volt. Lyon parancsára a milicisták sortüzet adtak a tömegre és az egész városra kiterjedő zavargás robbant ki, mely 28 életet követelt és további 75-en sebesültek meg, köztük két szövetségi és 3 milicista is meghalt. A menetoszlop este 6 óra felé ért a Liberty Arsenalhoz. Eddigre a támadás híre végigfutott az egész városon és az a rémhír járta, hogy Lyon és Blair Jefferson City, Missouri fővárosának megtámadására készül. Az állami törvényhozás egész éjszaka ülésezett és Jackson kormányzónak felhatalmazást adott, hogy a Missouri State Guard milícia élén védje meg az államot az idegen támadásoktól. Korábbi unionisták tömegével álltak át az elszakadáspártiak oldalára, köztük Sterling Price, aki vezérőrnagyi rangban a Missouri State Guard parancsnokának lett kinevezve. Másnap Lyon St. Louis lecsillapítása érdekében a legtöbb foglyot „kegyelemben részesítve” szabadon eresztette.

### Harney leváltása
Lyont május 17-én dandártábornokká léptették elő. Lyon semmiféle engedéllyel nem rendelkezett a művelethez. Parancsnoka, a Nyugati adminisztratív körzet irányítója, Harney elborzadt, mikor a hadsereg akciója kiváltotta zavargásról értesült. A kedélyeket lecsillapítandó május 21-én megegyezést kötött Sterling Price-szal, hogy a szövetségi csapatok St. Louis környékén maradnak, az állam maradék részének biztonságát pedig a Missouri State Guard fogja ellenőrizni. Jackson kormányzó jóváhagyta a megállapodást, de az abolicionisták és republikánusok felzúdultak. Blair kieszközölte Lincolntól, hogy Harney-t váltsák le és helyébe május 31-én nem más lett kinevezve, mint Nathaniel Lyon. A Nyugati adminisztrációs körzet irányításával megbízva egyben az összes missouri uniós csapatok fölött is parancsnokságot nyert. Lyonnak esze ágában sem volt magát a Price-Harney megállapodáshoz tartania.

### A fegyveres harc kitörése Missouriban

Angol karikatúra a booneville-i győzelme ünneplő uniós közvéleményt parodizálva.

Június 11-én Jackson és Sterling Price St. Louisba utaztak, hogy a vérontás megkezdését elkerüljék, vagy legalább késleltessék. Lyon a találkozón dühösen visszautasította, hogy a szövetségi hadsereg St. Louisban maradjon és a Home Guard milíciák feloszlatását is megtagadta. Kijelentette, hogy a szövetségi hatáskör ilyetén korlátozása „háborút jelent” és egy óra múlva a kormányzót és küldöttségét kivezetik a vonalakon kívülre. Jackson, Sterling Price és a törvényhozás döntő része Jefferson Cityből Boonville-be menekült. Lyon 1700 reguláris katonával a Missouri-folyón felhajózva június 15-én elfoglalta Jefferson Cityt. Június 17-én a tüzérségi fölényét kihasználva lényeges ellenállás nélkül kiűzte a kormányzóhoz hű milíciát Boonville-ből. Jackson, a kabinet és a Missouri State Guard délnyugat felé vonult vissza. Lyon a hátramaradó unionisták egyikéből, J. Proctor Knott állami főügyészből csinált kormányzót. Lyon július 2-án hadseregét Army of the West, vagyis Nyugati hadsereg névre keresztelte, és erősítéseket várt be, mielőtt tovább nyomult délnyugat felé.

### A Wilson's Creek-i ütközet és Lyon halála

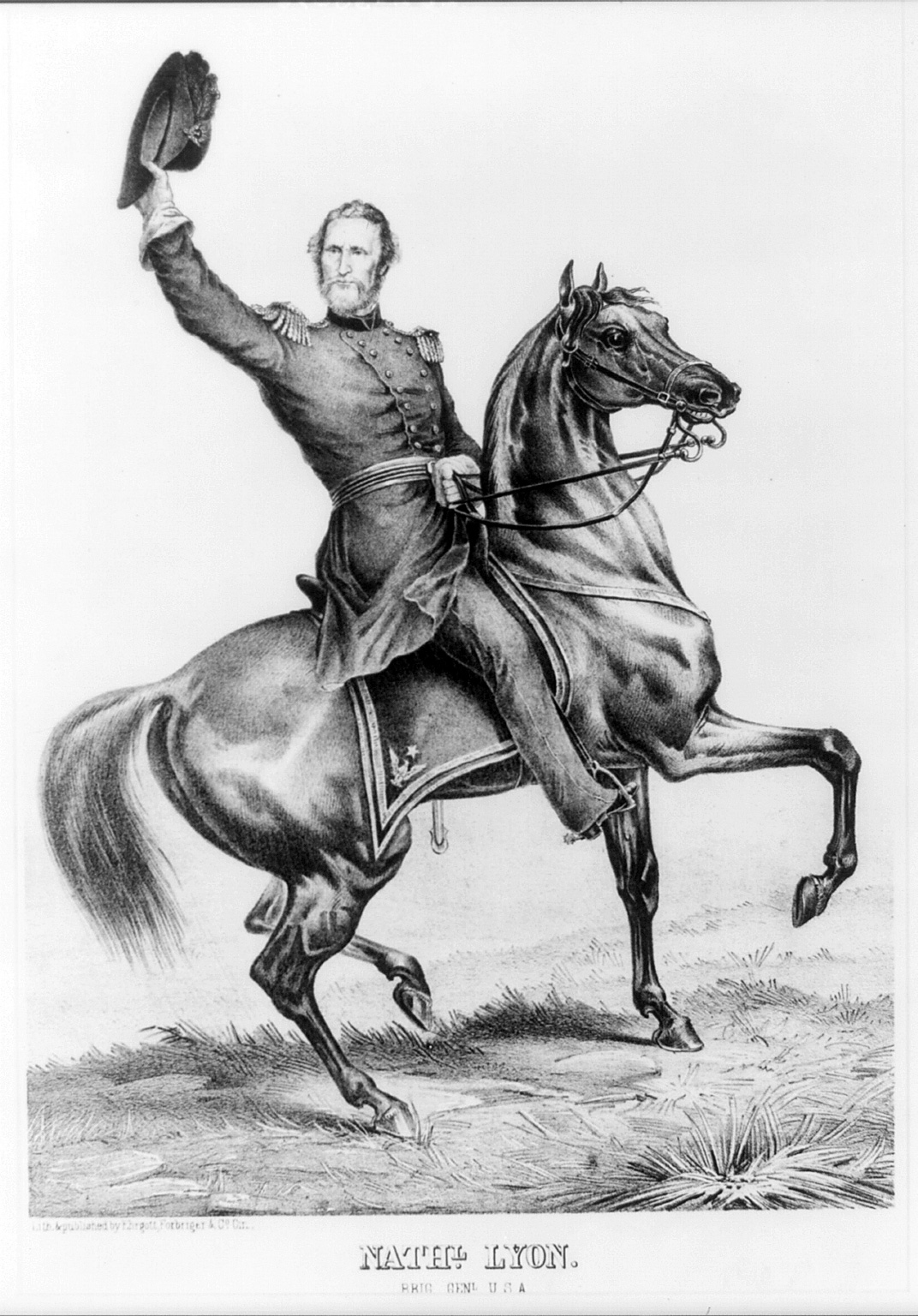
Litográfia Nathaniel Lyonról valószínűleg a Wilson’s Creek-i ütközetben.

Július 13-án Lyon Springfieldnél táborozott kb 6000 katonájával. Július végére a Missouri State Guard Springfieldtől 120 km-re délnyugatra vonult vissza, ahol erősítést kaptak Benjamin McCulloch konföderációs dandártábornok arkansas-i, texasi és oklahomai indián csapataitól. A vegyes összetételű hadsereg 12 000 fősre nőtt.  A 12 000 főt számláló egyesített erő Springfield megtámadását tervezte és július 31-én északkelet felé előrenyomult. De Lyon augusztus 1-jén kivonult Springfieldből megpróbálva meglepni a déli erőket. A két hadsereg előörsei Dug Springs-nél csaptak össze augusztus 2-án. Az uniós előörs került ki győztesként, de Lyon tudomására jutott, hogy ellensége tulajdonképpen háromszoros létszámfölényben van és visszavonult Springfieldbe; 20 000-re becsülte a déliek erejét, de valójában azok csak 12 000 katonával rendelkeztek.

Lyon a létszámhátrányt megállapítva furcsa következtetésre jutott. A rollai vasúti végállomásig való visszavonulását úgy óhajtotta fedezni, hogy a konföderációs hadsereget megbénító váratlan támadást indít. Sigel azt a tervet sugallta, hogy McCollouch kétszeres túlerőben levő seregét 1200 fős dandárja hátulról támadja meg, mely tovább aprózta az amúgy is hátrányban levő északi erőt. Lyon dilemmába került. Tudatában volt, hogy ereje több mint felét a Franz Sigel ezredeshez vakon hű német katonák adják. Amint abba bizalmas tisztjeit beavatta: 
|  | „Sigelnek kifogástalan híre van, és ha tanácsa ellenére cselekedve felsülök, akkor ő kapja meg a parancsnokságot és tönkretesz engem. Amúgy pedig, hacsak nem mehet a saját feje után, nem fogja teljesíteni a parancsaimat.” |
|  | |

Röviddel azután, hogy tisztjei előtt feltárta helyzetét, Lyon hírt kapott David S. Stanley századostól, hogy az uniós lovasság déli foglyokat ejtett Dug Springs-nél, s ezek elmondása szerint a visszavonuló Missouri State Guard egyesült McCollouch és Pearce csapataival. Lyon megértette, hogy Sigel terve ezzel kivitelezhetetlenné vált, de ennek ellenére nem változtatott rajta. Így a 2. dandárját az ellenség hátába vezette, míg a három másik dandár 4300 katonája Lyon parancsnoksága alatt északról támadott. Az augusztus 9-i éjszakai vihar alatt az északiak elhagyták Springfieldet, 1000 főt hátrahagyva a készletek védelmezésére és a visszavonulás fedezésére.
Lyon kétszer is megsebesült a harcban, fején és lábán és lovát is kilőtték alóla. E. L. McElhaney őrnagy pej lován tért vissza a küzdelembe és a missouri gyalogság küzdelmét irányította. Lyon létszámhátrányban levő csapatait a 2. kansasi gyalogezred élén ellentámadásba vezette a Véres dombon, mikor 9:30 tájékán szíven lőtték.

## Holttestének sorsa

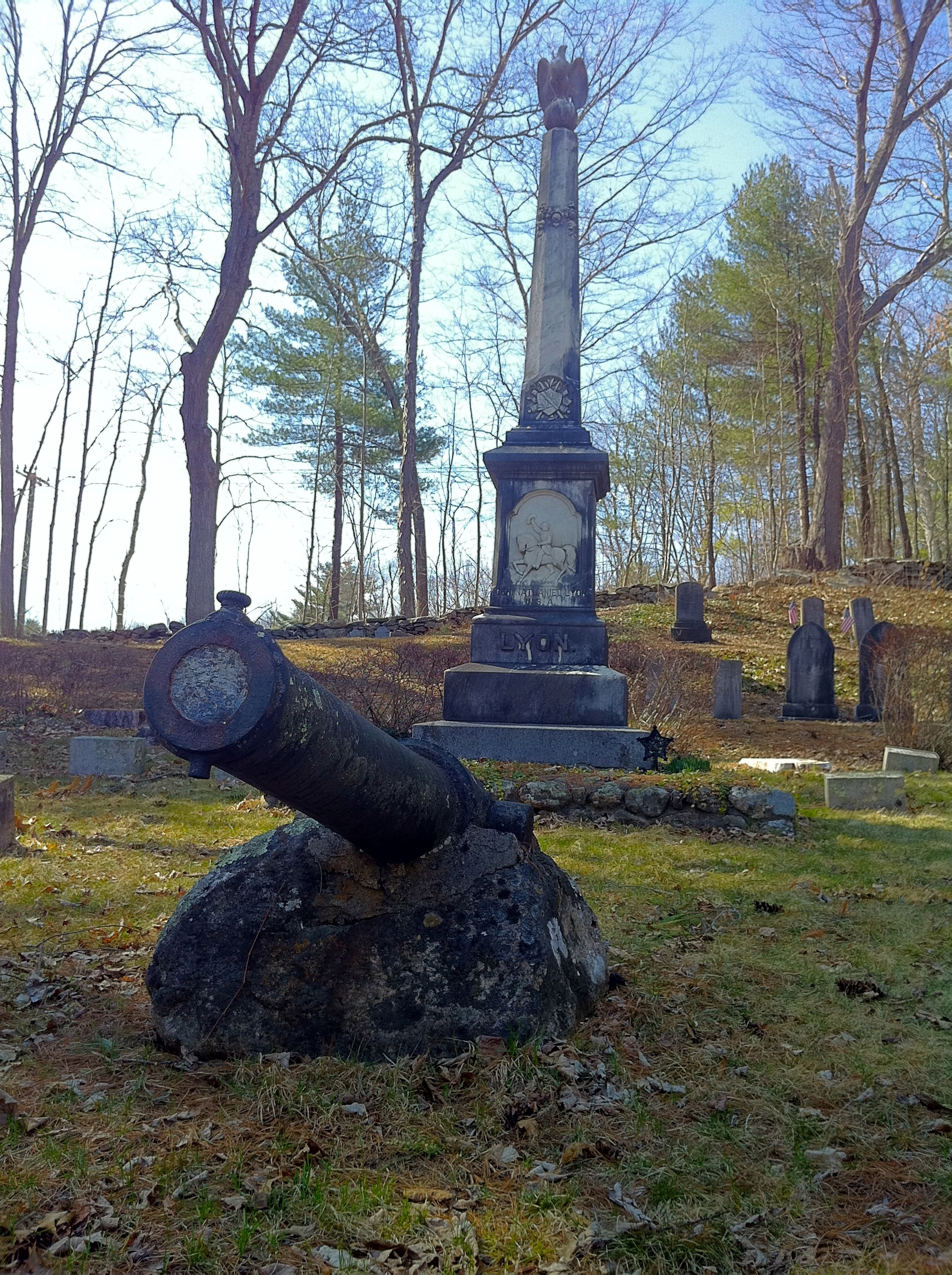
Nathaniel Lyon tábornok sírja a connecticuti Eastford róla elnevezett temetőjében.

Az uniós visszavonulás káoszában Lyon holttestét véletlenül hátrahagyták a csatatéren. A konföderációs megtalálók fehér zászló alatt visszaszolgáltatták a szövetségi erőknek Springfieldben. Az Unió azonban Springfieldből is visszavonult, ezért rövid ideig a város külterületén egy uniós katona farmján volt elföldelve, amíg el lehetett juttatni a rokonoknak. Végül a család eastfordi birtokán lett elhantolva. A temetési szertartáson 15 000-ren vettek részt. A Springfield National Cemetery temetőben emléksír őrzi emlékét.

## Megítélése az utókor szemében
Lyon alkata karcsú volt, az öltözködést elhanyagolta. Csizmája gyakran kitisztítatlan maradt, egyenruhája kifakult, jelvényeit belepte a por. Emberei azonban elmondásuk szerint elismerték. Lyon ismert volt mustár iránti vonzódásáról, katonái gyakran látták kenyérszeletekre kenni, néha még harc közben is. Nem házasodott meg; gyakran említik, hogy minden tulajdonát a szövetségi kormányra hagyta, de ez ugyanakkor vitatott.
1861. december 24-én az Amerikai Egyesült Államok Kongresszusa köszönetét nyilvánította „az elhunyt Nathaniel Lyon tábornoknak kiváló és hazafias szolgálatáért. Az ország, melynek szolgálatában életét töltötte, s életét áldozta megőrzi, gondozza és sajátjának nyilvánítja emlékezetét. A Lyon tábornok parancsnoksága alatt harcoló bátor tisztek, kik lobogónk becsületét megőrizték és nagy ellenséges fölénnyel szemben győzelmet arattak a Missouri állambeli Springfield csatamezején, szintén köszönet illeti.”

## Szellemi öröksége
A 24. Missouri önkéntes gyalogezredet "The Lyon Legion", vagyis A Lyon légió névre keresztelték a tábornok iránti megbecsülésből. Ezredzászlójukon egy hat csillagból álló konstelláció alatt egy oroszlán volt látható. Iowa államban  Lyon megye, A kansas-i Lyon megye, a minnesotai Lyon megye, és a nevadai Lyon megye Nathaniel Lyonról lett elnevezve. Két erődöt is róla neveztek el: a Colorado állambeli Fort Lyont és a virginiai Fort Lyont, mely Washington környéki erődítményként a fővárost védelmezte a polgárháborúban. A St. Louisi Lyon Park és a San Franciscó-i Lyon Street és nevadai Carson City-beli Lyon Lane mind az ő tiszteletére lett elnevezve.
Nathaniel Lyon a Kansas City-től délkeletre fekvő Windsor közelében táborozott 1861-ben. A kis település mára kihalt, de 1901-ig volt postahivatala. Az emberei által ásott kút a mai napig létezik és a Kacsa-pataknál máig lehet az 1861-ben a kövekbe karcolt üzeneteket találni.
Nathaniel Lyon duplán rossz ómennek bizonyult az amerikai bennszülött közösségek számára. 1864. november 29-én a róla elnevezett coloradói Lyon-erődből kiindulva ölt meg közel 200, a közelben táborozó békés indiánt John Covington ezredes katonáival. Ez később a Sand Creek-i mészárlás néven jutott a köztudatba.

## Rangfokozatai
- West Point kadétja – 1837. július 1.
- A 2. gyalogezred hadnagya – 1841. július 1.
- A 2. gyalogezred főhadnagya – 1847. február 16.
- Címzetes százados – 1847. augusztus 20.
- A 2. gyalogezred századosa – 1851. június 11.
- A Missouri önkéntes milícia dandártábornoka – 1861. május 12.
- Az Egyesült Államok önkénteseinek dandártábornoka – 1861. május 17.

## Fordítás
- Ez a szócikk részben vagy egészben  a   Nathaniel Lyon című angol Wikipédia-szócikk ezen változatának fordításán alapul.  Az eredeti cikk szerkesztőit annak laptörténete sorolja fel. Ez a jelzés csupán a megfogalmazás eredetét és a szerzői jogokat jelzi, nem szolgál a cikkben szereplő információk forrásmegjelöléseként.